# Szczerbauka (przystanek kolejowy)
Szczerbauka (biał. Шчэрбаўка, ros. Щербовка) – przystanek kolejowy w miejscowości Szczerbauka, w rejonie homelskim, w obwodzie homelskim, na Białorusi. Leży na linii Homel - Łuniniec - Żabinka.